# Сахарук Дмитро Володимирович
Сахарук Дмитро Володимирович (29 вересня 1979) — виконавчий директор ДТЕК.

## Освіта
Закінчив Харківський національний університет внутрішніх справ з відзнакою, де у 2000 році отримав диплом спеціаліста за спеціальністю «Правознавство» й у 2001 році — ступінь магістра за спеціальністю «Правоохоронна діяльність». У 2002 році закінчив Чиказький коледж права (США) з дипломом магістра (L.L.M.) «Міжнародного та порівняльного права». Працюючи у ДТЕК, пройшов навчання за спільною програмою London Business School (Велика Британія) та Академії ДТЕК «Енергія Лідера».

## Біографія
Дмитро Володимирович Сахарук народився 29 вересня 1979 року в с. Іванівка Херсонської області. З 1986 по 1996 роки навчався в середній школі №1 м. Молочанськ, Запорізької області, де на той час проживав з батьками і молодшим братом.
Закінчив Харківський національний університет внутрішніх справ з відзнакою, де у 2000 році отримав диплом спеціаліста за спеціальністю «Правознавство» й у 2001 році — ступінь магістра за спеціальністю «Правоохоронна діяльність». У 2002 році закінчив Чиказький коледж права (США) з дипломом магістра (L.L.M.) «Міжнародного та порівняльного права». Працюючи у ДТЕК, пройшов навчання за спільною програмою London Business School (Велика Британія) та Академії ДТЕК «Енергія Лідера».
До приходу до ДТЕК, починаючи з 2008 року, працював у міжнародній юридичній фірмі Squire, Sanders & Dempsey L.L.P.
Із березня 2010 року займав позицію заступника керівника дирекції з правового забезпечення, з липня 2010 — в. о. директора з правового забезпечення ДТЕК. У травні 2011 року був переведений на посаду директора з правового забезпечення ДТЕК.
У серпні 2014 року призначений виконавчим директором ДТЕК Енерго.
Його донька Марія стала наймолодшою українкою (14 років), яка в 2023 році підкорила Кіліманджаро.

## Трудова діяльність
Досвід роботи на керівних посадах: з березня 2010 року - заступник керівника дирекції з правового забезпечення ДТЕК, з червня 2010 року - виконувач обов'язків директора з правового забезпечення ДТЕК, з травня 2011 року - директор з правового забезпечення ДТЕК. У серпні 2014 року призначений виконавчим директором ДТЕК Енерго.
У 2014 році Дмитро Сахарук був призначений на посаду керівника антикризового штабу ДТЕК, робота якого була зосереджена на вирішенні оперативних питань з відновлення електропостачання у зоні проведення антитерористичної операції на Сході України.
У жовтні 2016 року очолив ДТЕК Енерго, як виконуючий обов'язки генерального директора, у вересні 2017 року — як генеральний директор. З 12 січня 2021 року обіймає посаду виконавчого директора ДТЕК.